# Lepidodexia lindneri
Lepidodexia lindneri är en tvåvingeart som först beskrevs av Townsend 1931.  Lepidodexia lindneri ingår i släktet Lepidodexia och familjen köttflugor. Inga underarter finns listade i Catalogue of Life.